# Rozstanie (film 1960)
Rozstanie − polski melodramat z 1960 roku, wyreżyserowany przez Wojciecha Jerzego Hasa na podstawie scenariusza Jadwigi Żylińskiej.

## Fabuła
Film opowiada o Magdalenie, aktorce, która powraca do swojego rodzinnego miasta po śmierci dziadka, aby załatwić sprawy spadkowe. Podczas tego powrotu bohaterka konfrontuje się z bolesną prawdą – miejsca i ludzie z jej młodości straciły dawny urok i znaczenie.
Magdalena czuje się wyobcowana wśród osób, które kiedyś były jej bliskie. Miejsca, które niegdyś miały dla niej szczególne znaczenie, wydają się teraz obce i przygnębiające. W tej atmosferze rozczarowania jedyną osobą, z którą bohaterka nawiązuje prawdziwy kontakt, okazuje się młody mężczyzna o imieniu Olek, którego poznaje przypadkowo w pociągu. Choć ich relacja pogłębia się na tyle, że spędzają razem noc, Magdalena ostatecznie podejmuje decyzję o opuszczeniu miasteczka.

## Obsada
Źródło: Filmpolski.pl
- Lidia Wysocka − Magdalena
- Władysław Kowalski − Olek Nowak
- Gustaw Holoubek − mecenas Oskar Rennert
- Irena Netto − Wiktoria Budkowa, gosposia
- Adam Pawlikowski − Żbik, syn hrabiny
- Danuta Krawczyńska − Iwonka, siostrzenica Wiktorii
- Zbigniew Cybulski − znany aktor
- Bogumił Kobiela − kelner
- Władysław Dewoyno − konduktor
- Maria Gella − hrabina
- Marian Jastrzębski − znajomy dziadka Magdaleny
- Stanisław Kwaskowski − naczelnik stacji Antoni
- Włodzimierz Kwaskowski − dentysta Klemczak
- Zofia Jamry − Klemczakowa, żona dentysty
- Irena Orska − kuzynka Magdaleny